# Gmina West Side (Iowa)

Położenie Gminy West Side w hrabstwie Crawford

Gmina West Side (ang. West Side Township) – gmina w USA, w stanie Iowa, w hrabstwie Crawford. Według danych z 2000 roku gmina miała 980 mieszkańców, a jej powierzchnia wynosi 93,29 km².